# São João do Pacuí
São João do Pacuí is een gemeente in de Braziliaanse deelstaat Minas Gerais. De gemeente telt 4.223 inwoners (schatting 2009).

## Aangrenzende gemeenten
De gemeente grenst aan Brasília de Minas, Campo Azul en Coração de Jesus.